# Icona Vulcano et Vulcano Titanium
L'Icona Vulcano est une supercar du constructeur italien Icona.

## Historique
La Vulcano est présentée au Salon Privé de l’automobile en 2023. Sa production se limite à un seul exemplaire, et son prix avoisine les 3 millions d'euros.

## Caractéristiques techniques

### Motorisation
La Vulcano est proposée avec, au choix, deux motorisations hybrides : un V12 H-Turismo développant 950 ch (puissance cumulée), ou bien un V6 H-Competizione développant 870 ch au total.

## Design

### Extérieur
La voiture est d'une teinte qualifiée de « rouge flamboyant ». Son designer est Samuel Chuffart.

## Variante: la Vulcano Titanium
La Vulcano Titanium est une version améliorée de la Vulcano, faite de titane.
Elle est munie d'un moteur V8 6.2 L compressé de Chevrolet Corvette ZR1, développant 670 ch, abattant le 0 à 100 km/h en 2,8 secondes.
Tout comme la Vulcano, elle est produite en un seul exemplaire. Son prix est de 2,4 millions d'euros.